# 플랜 8
플랜 8(PLAN 8)은 펄어비스(Pearl Abyss)에서 개발중인 엑소수트 MMO 슈터(Exosuit MMO Shooter)이다. 엑소수트는 플레이어가 착용할 수 있는 로봇 장비로 착용시 독특한 능력을 발휘할 수 있다. 사실적인 그래픽의 표현과 스타일리쉬한 액션, 슈팅 장르로서 경험을 주고자 하는 오픈월드 MMO. 오픈월드로 제작된 넓은 지역과 탄탄한 세계관에서 펼쳐지는 미스테리한 스토리가 중심이 될 예정이다.

## 개발
펄어비스 초창기부터 ‘검은사막’과 ‘검은사막 모바일’의 월드 디자인 디렉팅을 맡아온 이승기 총괄 프로듀서와 함께, 카운터 스트라이크의 아버지로 유명한 민 리(Minh Le)가 기술 개발 고문을 맡아 개발하고 있다.

## 역사
- 2019년 11월 7일 게임명이 최초로 공개되었다.
- 2019년 11월 14일 지스타 2019에서 진행된 펄어비스 커넥트 2019 (Pearl Abyss Connect 2019) 행사를 통해 공식 트레일러가 최초로 공개되었다.[1]